# Championnats du monde de VTT marathon 2011
Navigation
2010 2012
Les championnats du monde de VTT marathon 2011 ont lieu à Montebelluna en Italie le 26 juin 2011.

## Classements

### Hommes
| Pos | Nom                 | Pays      | Temps           |
| --- | ------------------- | --------- | --------------- |
| 1   | Christoph Sauser    | Suisse    | 4 h 24 min 48 s |
| 2   | Jaroslav Kulhavý    | Tchéquie  | + 3 min 10 s    |
| 3   | Mirko Celestino     | Italie    | + 5 min 42 s    |
| 4   | Tim Böhme           | Allemagne | + 7 min 5 s     |
| 5   | Jochen Käss         | Allemagne | + 10 min 31 s   |
| 6   | Alban Lakata        | Autriche  | + 10 min 42 s   |
| 7   | Massimo de Bertolis | Italie    | + 11 min 14 s   |
| 8   | Jukka Vastaranta    | Finlande  | + 12 min 18 s   |

### Femmes
| Pos | Nom               | Pays        | Temps           |
| --- | ----------------- | ----------- | --------------- |
| 1   | Annika Langvad    | Danemark    | 4 h 20 min 32 s |
| 2   | Sabine Spitz      | Allemagne   | + 1 min 55 s    |
| 3   | Esther Süss       | Suisse      | + 3 min 22 s    |
| 4   | Pia Sundstedt     | Finlande    | + 5 min 31 s    |
| 5   | Elisabeth Brandau | Allemagne   | + 5 min 33 s    |
| 6   | Sally Bigham      | Royaume-Uni | + 8 min 52 s    |
| 7   | Gunn-Rita Dahle   | Norvège     | + 11 min 14 s   |
| 8   | Monique Pua Mata  | États-Unis  | + 11 min 50 s   |